# European Championship 1992
European Championship 1992 es un videojuego de fútbol producido por Tecmo y distribuido por Elite Systems en 1992. Funciona en Amiga, Atari ST y DOS. Simula la Eurocopa de fútbol de 1992.
El juego permitía uno y dos jugadores en partidos de 5, 10 o 20 minutos. Se pueden jugar partidos amistosos o la Eurocopa de fútbol de 1992.
Es una conversión de World Cup '90.